# Coremiocnemis tropix
Coremiocnemis tropix är en spindelart som beskrevs av Raven 2005. Coremiocnemis tropix ingår i släktet Coremiocnemis och familjen fågelspindlar.
Artens utbredningsområde är Queensland. Inga underarter finns listade i Catalogue of Life.